# 小倉重夫
小倉 重夫（おぐら しげお、1935年9月23日 - ）は、日本の舞踊評論家、翻訳家。

## 来歴
東京生まれ。立教大学文学部卒、1965年デンマーク・ロイヤル・バレエ・アカデミー修了、1972年東京大学教養学部中退あるいは卒業。1979年から三年間芸術祭審査委員。

## 著書
- 『白鳥の湖の美学 作品の背景と実践』（春秋社） 1968
- 『ディアギレフ ロシア・バレエ団の足跡』（音楽之友社） 1978
- 『チャイコフスキーのバレエ音楽』（共同通信社、FM選書） 1989

### 編著
- 『バレエ白鳥の湖 全四幕』（チャイコフスキー作曲、編著、春秋社） 1967
- 『ボリショイ・バレエ レーニン章ソ連国立アカデミー大劇場バレエ団』（編著、音楽之友社、音楽写真文庫） 1973
- 『モスクワ芸術劇場バレエ』（編著、音楽之友社、音楽写真文庫） 1974
- 『瀕死の白鳥 アンナ・パヴロヴァの生涯』（編著、冨山房） 1978
- 『名作バレエの楽しみ』（編、音楽之友社） 1979
- 『ザ・ヌレエフ 鳥は翔ばなければならない』（編、東京音楽社） 1985
- 『バレエなるほどおもしろ読本』正・続・続々（編、東京音楽社） 1985 - 1987
- 『バレエ音楽百科』（編、音楽之友社） 1997

## 翻訳
- 『舞踊とバレエについての手紙』（J・G・ノヴェール、ダン・ケニー, 青井陽治共訳、春秋社） 1968、のち『舞踊とバレエについての手紙 原典』（冨山房） 1974
- 『世界舞踊史』（クルト・ザックス、音楽之友社） 1972
- 『バレエの歴史』（フェルディナンド・レイナ、音楽之友社） 1974
- 『わが生涯』（イサドラ・ダンカン、阿部千律子共訳、冨山房） 1975
- 『イサドラ・ダンカン 芸術と回想』（シェルドン・チェニー編、訳編、冨山房） 1977
- 『わが生涯 続』（イルマ・ダンカン, A・R・マクドゥーガル編著、阿部千律子共訳、冨山房） 1977
- 『芸術と聖なるもの』（G・ファン・デル・レーウ、せりか書房） 1980
- 『舞踊入門』（J・マーチン、大修館書店） 1980
- 『ヌレエフ 芸術と半生(付・ヌレエフの手記) バレエ界のスーパースター』（ジョン・パーシヴァル、森下洋子共編、東京音楽社） 1981
- 『舞踊の世界を探る』（ロデリーク・ランゲ、音楽之友社） 1981
- 『古代ギリシアの舞踊文化』（L・B・ローウラー、未来社） 1985
- 『長靴をはいた猫』（ローラン・プティ、新書館） 1987
- 『白鳥の湖 Stories of the ballets』（アン・ヌージェント、新書館） 1987
- 『くるみ割り人形』（アレクサンドル・デュマ、東京音楽社） 1991